# Medalha G. I. Taylor
A Medalha G. I. Taylor da Society of Engineering Science (SES) é concedida desde 1984 para realizações de destaque em dinâmica dos fluidos. É denominada em memória de Geoffrey Ingram Taylor, dotada com 2000 dólares.

## Laureados
- 1984 Michael James Lighthill e Sydney Goldstein
- 1988 Andreas Acrivos
- 1990 Daniel Joseph
- 1993 William Samuel Saric
- 1995 Steven Orszag
- 1997 George Batchelor
- 1999 Grigory Barenblatt
- 2001 Stephen Howard Davis
- 2003 Tony Maxworthy
- 2011 Hassan Aref
- 2012 Joe Dean Goddard